# Calzado de seguridad

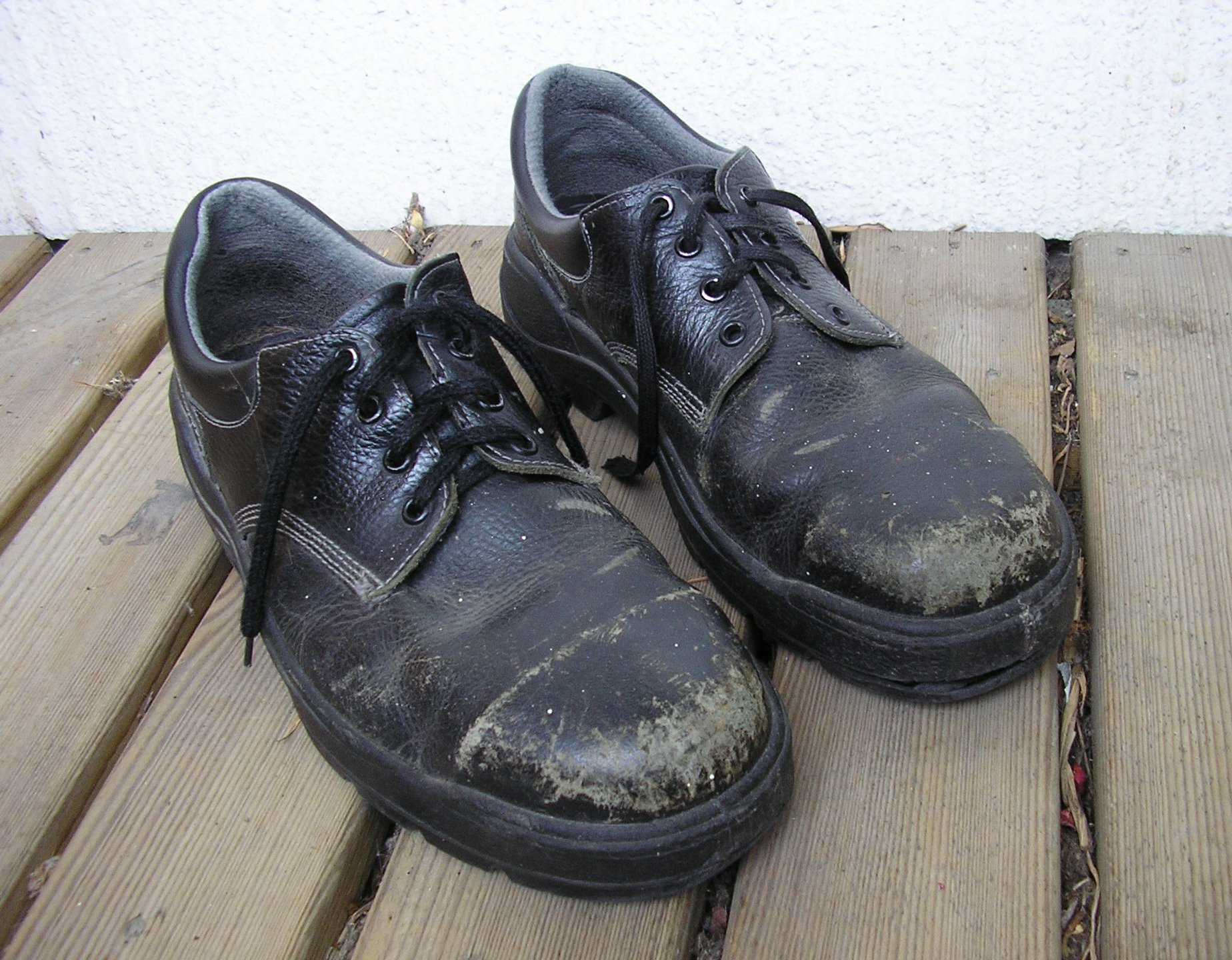
Botas de punta de acero, también conocidas como botas de seguridad. Estas botas también tienen protección ESD.

El calzado de seguridad es un tipo de calzado utilizado en diferentes actividades laborales como equipo de protección individual, en las cuales el individuo pueda correr un riesgo importante, ya sea manejando peso, con productos químicos, entre otros. 
Este tipo de calzado dispone de una puntera sólida, hecha de algún material resistente como el acero, aluminio, composite, fibra de vidrio o fibra de carbono, y se diferencia del calzado de protección que no dispone de puntera, y se usa para proteger también los dedos, pero al mismo tiempo los pies.
El uso del calzado de seguridad esta estipulado por normativas (ASTM, NOM o ISO) sobre seguridad en el trabajo, que pueden ser diferentes en cada país, que estipulan si es necesario usar calzado de seguridad o calzado de protección, según el riesgo adquirido por el trabajador.

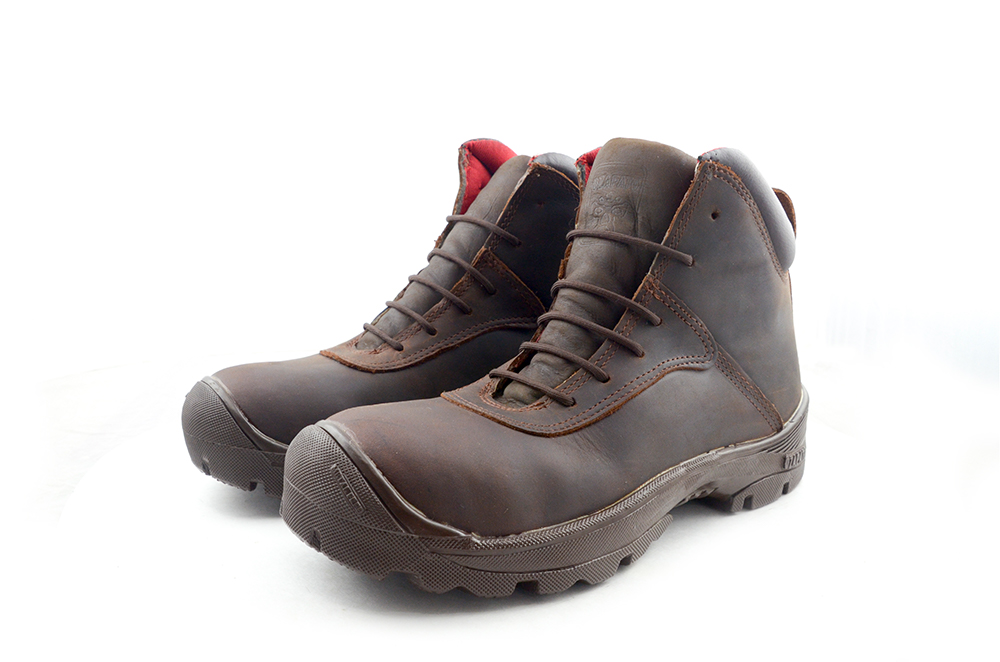
Calzado de seguridad dieléctrico. También conocidos como botas EH o Electrical Hazard.